# Kyle Lee
Kyle Lee (Harare, 23 febbraio 2002) è un nuotatore australiano, specializzato nelle gare di fondo.

## Carriera
Ai Mondiali di Doha del 2024 ha vinto la medaglia d'oro nella 6 km a squadre, in cui è risultato decisivo il suo tocco al fotofinish nei confronti di Domenico Acerenza. Ai Mondiali del 2025 ha invece vinto la medaglia di bronzo nella 10 km.

## Palmarès
- Mondiali

Fukuoka 2023: bronzo nella 6 km a squadre.
Doha 2024: oro nella 6 km a squadre.
Singapore 2025: bronzo nella 10 km.